# Német teológia (mű)
Német teológia (németül: Theologia deutsch, latinul: Theologia Germanica) címen szerepel egy névtelen szerzőjű középkori német nyelvű keresztény írás.
Az írás címét a mű kinyomtattója, Luther Márton adta. Szerzője nem ismert, saját bevallása szerint a Német Lovagrend tagja volt, később pap és könyvőr a lovagrend frankfurti házában. Ezért az irodalomtörténet „Frankfurti Névtelen”-ként (der Franckforter) tartja számon. Némelyek szerint a szerző az ún. „Isten barátai” közösség tagja volt. 
A Német teológia keletkezési idejét a 13. század végére teszik, műfajaként a traktátust határozzák meg. A magyar nyelven mintegy 150 oldalas alkotás 54 fejezetet tartalmaz, amelyek többek közt az Isteni teljességéről, az ember bukásáról, a belső békéről, a tökéletesség háromszor három lépcsőfokáról, a keresztény alázatról, a kevélységről, a bűn mivoltáról, az emberi akaratról és a teljes lemondásáról szól. Katolikus megítélés szerint a mű kifogásolható oldala, hogy lerontja az Isten és ember, a természetes és természetfölötti, a jó és rossz közötti különbséget, és még a bűnt is Istenre vezeti vissza.
Luther Márton 1516-ban részben, 1518-ban teljes egészében kiadatta a művet, melyről így ír: „A Biblián és Szent Ágostonon kívül nem találkoztam még könyvvel, amelyből jobban megtanultam volna, és jobban tanulnám a jövőben, micsoda Isten, Krisztus és minden dolgok. Adja Isten, hogy több ilyen könyvecske kerüljön napfényre, és akkor úgy fogjuk találni, hogy a német teológusok kétségkívül a legjobb teológusok.”

## Magyarul
- Frankfurti Névtelen: Német teológia; ford. Isztray Simon; Kairosz, Bp., 2005 ISBN 9789637510267, 178 p.